# Schramm (Familienname)
Schramm ist ein Familienname.

## Namensträger

### A
- Adolph Schramm (1805–1887), deutscher Kaufmann und Mäzen
- Albert Schramm (1880–1937), deutscher Buchwissenschaftler
- Alfred Schramm (Philosoph) (* 1943), österreichischer Philosoph und Hochschullehrer
- Alfred Schramm (Rechtswissenschaftler) (* 1969), österreichischer Rechtswissenschaftler
- Alois Hans Schramm (1864–1919), österreichischer Maler, siehe Alois Hans Schram
- Amalie Schramm (1826–1907), deutsche Sängerin (Sopran) und Schauspielerin
- Andrea Schramm (* 1968), deutsche Regisseurin
- Andreas Schramm (Politiker) (* 1951), deutscher Politiker (CDU)
- Andreas Schramm (Musiker), deutscher Musiker
- Anna Schramm (1835–1916), deutsche Sängerin (Sopran) und Schauspielerin
- Arthur Schramm (1895–1994), deutscher Dichter
- Astrid Schramm (* 1956), deutsche Politikerin (BSW, zuvor Die Linke)
- August Schramm (1907–1948), tschechoslowakischer Politiker (KPČ)
- Auguste Schramm (nach 1819–1854), deutsche Sängerin und Schauspielerin

### B
- Barbara Schramm-Skoficz (* 1963), österreichische Politikerin (Grüne), Tiroler Landtagsabgeordnete
- Beate Schramm (* 1966), deutsche Ruderin
- Benno Schramm (1924–2016), deutscher Schauspieler und Regisseur.
- Bernd Schramm (1951–2005), deutscher Synchronsprecher
- Bernd-Erwin Schramm (* 1948), deutscher Politiker
- Bernhard Schramm (Bankmanager) (1924–2016), deutscher Bankmanager
- Bernhard Schramm (Chemiker) (1937–2023), deutscher Physikochemiker und Hochschullehrer
- Bodo Schramm (1932–2006), deutscher Maler, Grafiker und Glaskünstler
- Brooks Schramm (* 1957), US-amerikanischer Theologe und Hochschullehrer
- Bruno Schramm (1894–1959), deutscher Spanienkämpfer

### C
- Carl Schramm (Ingenieur) (1862–vor 1906), deutscher Chemiker und Ingenieur
- Carl Schramm (Jurist) (1899–1984), deutscher Jurist
- Carl August Schramm (Architekt) (1807–1869), deutscher Architekt
- Carl August Schramm (Ökonom) (1830–1905), deutscher Ökonom und Journalist
- Carl Christian Schramm (1703–1749), deutscher Verwaltungsjurist und Autor
- Carl Ludwig von Schramm (1740–1815), deutscher Generalmajor
- Christian Schramm (Architekt) (Christian Gottfried Schramm; 1857–1922), deutscher Architekt
- Christian Schramm (Politiker) (* 1952), deutscher Politiker (CDU)
- Christian Schramm (Schauspieler, 1966) (* 1966), deutscher Schauspieler und Drehbuchautor
- Christian Schramm (Schauspieler, 1968) (* 1968), deutscher Schauspieler
- Christian Schramm (Schachspieler) (* 1973), deutscher Schachspieler
- Christian Schramm (Theologe) (* 1977), deutscher Theologe
- Claudia Schramm (* 1975), deutsche Bobfahrerin
- Conrad Schramm (1822–1858), deutscher Revolutionär und Journalist

### D
- David Schramm (1945–1997), US-amerikanischer Astrophysiker
- Dieter Schramm (Badminton) (1940–2011), deutscher Badmintonspieler
- Dieter Schramm (Ingenieur) (* 1955), deutscher Ingenieur und Hochschullehrer
- Dominikus Schramm (1723–1797), deutscher Theologe

### E
- Eberhard Schramm (1927–2004), deutscher Sportwissenschaftler und Hochschullehrer
- Edmund Schramm (1902–1975), deutscher Romanist und Hispanist
- Edward Schramm (* 1965), deutscher Rechtswissenschaftler
- Ehrengard Schramm (1900–1985), deutsche Politikerin (SPD), MdL Niedersachsen
- Engelbert Schramm (Jurist) (1778–1857), deutscher Jurist und Politiker, Oberbürgermeister von Düsseldorf
- Engelbert Schramm (Biologe) (* 1954), deutscher Umweltforscher
- Erica Schramm (1919–2012), deutsche Schauspielerin
- Ernst Schramm (Ingenieur) (1922–2013), deutscher Ingenieur und Luftverkehrsmanager
- Ernst Gerold Schramm (1938–2004), deutscher Sänger und Musikpädagoge
- Erwin Schramm (General) (1856–1935), deutscher Generalleutnant und Archäologe
- Erwin Schramm (Politiker, 1898) (1898–1991), österreichischer Politiker (SPÖ)
- Erwin Schramm (Politiker, 1910) (1910–1977), deutscher Politiker (NSDAP)

### F
- Felix Schramm (* 1970), deutscher Bildhauer und Fotograf
- Ferdinand Schramm (1889–1964), deutscher Politiker (NSDAP)
- Florian Schramm (* 1964), deutscher Wirtschaftswissenschaftler und Hochschullehrer
- Folker Schramm (* 1947), deutscher Musikpsychologe und Musikpädagoge
- Franz Schramm (1887–1966), deutscher Politiker (CDU)
- Franz Andreas Schramm (1752–1799), deutscher Theologe
- Friedrich Schramm (Bildhauer) (vor 1480–1515), deutscher Bildhauer
- Friedrich Schramm (Architekt) (vor 1800–um 1850), deutscher Architekt und Lehrer an der Berliner Bauakademie
- Friedrich Schramm (Schauspieler) (1900–1981), deutscher Schauspieler und Intendant
- Fritz Schramm (1887–??), deutscher Sprachwissenschaftler

### G
- Gabriele Schramm (Schauspielerin) (* 1950), deutsche Schauspielerin und Autorin
- Gabriele Schramm (Synchronsprecherin) (* 1954), deutsche Synchronsprecherin
- Georg Schramm (Pfarrer) (1611–1674), deutscher Pfarrer und Kirchenlieddichter
- Georg Schramm (Architekt) (1848–1925), deutscher Architekt
- Georg Schramm (Jurist) (1871–1936), deutscher Jurist und Ministerialbeamter
- Georg Schramm (* 1949), deutscher Kabarettist
- Gerhard Schramm (Eisenbahningenieur) (1903–1998), deutscher Eisenbahningenieur, Beamter und Hochschullehrer
- Gerhard Schramm (Biochemiker) (1910–1969), deutscher Biochemiker und Virologe
- Gerhard Schramm (Diplomat) (1923–2010), deutscher Diplomat
- Gert Schramm (1928–2016), deutscher Zeitzeuge des Nationalsozialismus
- Godehard Schramm (* 1943), deutscher Schriftsteller und Journalist
- Gottfried Schramm (Architekt) (1894–1982), deutscher Architekt
- Gottfried Schramm (Pharmaziehistoriker) (1927–2007), deutscher Pharmaziehistoriker
- Gottfried Schramm (Historiker) (1929–2017), deutscher Historiker
- Gotthold Schramm (1932–2018), deutscher Oberst der DDR-Staatssicherheit
- Gottlieb Georg Schramm (1640–1673), deutscher Mediziner
- Günter Schramm (* 1930), deutscher Ingenieur und Hochschullehrer
- Günther Schramm (Mediziner) (1896–1991), deutscher Arzt
- Günther Schramm (* 1929), deutscher Schauspieler und Fernsehmoderator

### H
- Hanna Schramm (1896–1978), deutsche Lehrerin und Schriftstellerin
- Hanna Schramm-Klein (* 1974), deutsche Wirtschaftswissenschaftlerin und Hochschullehrerin
- Hans Schramm (Radsportler), deutscher Radsportler
- Hans-Christian Schramm (* 1947), deutscher Lehrer und Heimatforscher
- Hans-Günther Schramm (* 1941), deutscher Politiker (Bündnis 90/Die Grünen), MdL Bayern
- Hans Joachim Schramm (1930–2023), deutscher Grafiker und Autor
- Hans-Jörg Schramm (1935–2015), deutscher Politiker (CDU), MdL Niedersachsen
- Hans-Peter Schramm (* 1938), deutscher Bibliothekar und Hochschullehrer
- Harald Schramm (* 1946), deutscher Fußballspieler
- Heiko Schramm (* 1971), deutscher Musiker
- Heiko Schramm, Geburtsname von Highko Strom (*  1971), deutscher Gitarrist, Sänger und Komponist
- Heinrich Schramm (Architekt) (1643–1686), deutscher Architekt und Baumeister
- Heinrich Schramm (Widerstandskämpfer) (1901–1963), deutscher Widerstandskämpfer und Parteifunktionär (KPD)
- Heinrich Schramm (Schauspieler), deutscher Schauspieler
- Heinz Schramm (Schriftsteller) (1901–??), deutscher Schriftsteller
- Heinz-Eugen Schramm (1918–1998), deutscher Schriftsteller
- Hellmut Schramm (Max Hellmut Schramm; 1904–nach 1943), deutscher Lehrer und Autor
- Helmut Schramm (Unternehmer) (* 1935/1936), deutscher Unternehmer, siehe Schramm Group
- Helmut Schramm (Architekt) (* 1957), österreichischer Architekt und Hochschullehrer
- Helmut Schramm (Manager) (* 1965), deutscher Industriemanager
- Henriette Schramm-Graham (1803–1876), deutsche Sängerin (Sopran) und Schauspielerin
- Henry Schramm (* 1960), deutscher Politiker (CSU)
- Henry Schramm (Politiker, II), deutscher Politiker (Bündnis 90/Die Grünen)
- Herbert Schramm (1939–2018), deutscher Pädagoge und Physiker
- Hermann Schramm (Sänger) (1871–1951), deutscher Sänger (Tenor)
- Hermann Schramm (Politiker) (1894–1978), deutscher Maschinenbauingenieur, Manager und Politiker
- Hilde Schramm (* 1936), deutsche Erziehungswissenschaftlerin, Soziologin und Politikerin (AL)
- Holger Schramm (* 1973), deutscher Medienwissenschaftler und Hochschullehrer
- Hugo Schramm-Macdonald (1837–1914), deutscher Ökonom, Historiker und Schriftsteller

### I
- Ingo Schramm (* 1962), deutscher Schriftsteller
- Ingrid Schramm (* 1956), österreichische Schriftstellerin und Malerin
- Irene Schramm-Biermann (* 1950), deutsche Malerin der Konkreten Kunst
- Irmela Mensah-Schramm (* 1945), deutsche Heilpädagogin und Menschenrechtsaktivistin

### J
- Jean Adam Schramm (1760–1826), französischer General der Infanterie
- Jean-Auguste Schramm (1844–1870), französischer Journalist
- Jean-Paul Adam Schramm (1789–1884), französischer General der Infanterie
- Jo Schramm (* 1974), deutscher Bühnenbildner und Video- und Lichtdesigner
- Johann Christian Schramm († 1796), deutscher Cembalist und Pianist
- Johann Heinrich Schramm (Theologe) (1676–1753), deutscher Theologe
- Johann Heinrich Schramm (Maler) (1810–1865), österreichischer Maler
- Johann Jacob Schramm (1724–1808), deutscher Orgelbauer
- Johann Michael Schramm (1772–1835), deutscher Maler, Kupferstecher und Goldschmied
- Johann Sebastian Schramm (1729–1790), deutscher Chorleiter, Kunstsammler und Antiquar
- Johannes Schramm (* 1946), deutscher Neurochirurg
- Josef Schramm (Landrat) (1901–1991), deutscher Verwaltungsjurist
- Josef Schramm (Geograph) (1919–2001), österreichischer Geograph und Bakteriologe
- Josef Schramm, eigentlicher Name von Sepp Schramm (* 1938), deutscher Eishockeytorwart
- Jost Schramm (1926–2001), deutscher Architekt
- Julia Schramm (* 1985), deutsche Politikerin
- Julian Schramm (1852–1926), österreichisch-polnischer Chemiker
- Julius Schramm (Schauspieler) (1800–1872), deutscher Schauspieler und Theaterleiter
- Julius Schramm (Kunstschmied) (1870–1945), deutscher Kunsthandwerker und Autor
- Julius Schramm (Metallbildhauer) (1922–1991), deutscher Metallbildhauer und Goldschmied

### K
- Karen Schramm (* 1967), deutsche Germanistin und Hochschullehrerin
- Karl Schramm (Politiker) (1810–1888), deutscher Politiker und Schriftsteller
- Karl Schramm (Architekt), deutscher Architekt
- Karl Schramm (Dramaturg) (1906–1969), deutscher Dramaturg und Schriftsteller
- Karl-Heinz Schramm (1935–2015), deutscher Jurist und Richter
- Karl Rudolf Schramm (1837–1890), deutscher Theologe
- Katharina Schramm (* 1972), deutsche Anthropologin, Ethnologin und Hochschullehrerin
- Kurt Schramm (1937–2022), deutscher Skispringer und Skisprungfunktionär

### L
- Lena Schramm (* 1979), deutsche Malerin und Objektkünstlerin
- Liselotte Schramm-Heckmann (1904–1995), deutsche Malerin
- Ludwig Protzen von Schramm (1777–1856), deutscher Generalmajor
- Lutz Schramm (* 1959), deutscher Hörfunkmoderator und Journalist

### M
- Manfred Schramm (Maler) (1910–1997/1998), deutsch-schweizerischer Maler und Innenarchitekt
- Manfred Schramm (Politiker) (* 1949), deutscher Pädagoge und Politiker (Bündnis 90/Die Grünen), MdBB
- Margit Schramm (1932–1996), deutsche Sängerin (Sopran)
- Margret Bülow-Schramm (* 1944), deutsche Soziologin und Hochschullehrerin
- Marie Schramm-Macdonald (1846–1908), deutsche Schriftstellerin
- Marie-Luise Schramm (* 1984), deutsche Schauspielerin
- Markus Schramm (* 1963), deutscher Automobilmanager
- Martin Schramm (* 1975), deutscher Archivar
- Mathias Schramm (1949–2007), deutscher Musiker
- Matthias Schramm (Wissenschaftshistoriker) (1928–2005), deutscher Mathematiker, Wissenschaftshistoriker und Hochschullehrer
- Matthias Schramm (Wirtschaftswissenschaftler) (* 1976), deutscher Wirtschaftswissenschaftler
- Matthias Schramm (Schriftsteller) (* 1985), deutscher Lyriker
- Max Schramm (Politiker) (1861–1928), deutscher Politiker (DVP)
- Max Schramm (Verwaltungsjurist) (1872–1947), deutscher Verwaltungsjurist
- Melchior Schramm (um 1553–1619), deutscher Organist und Komponist
- Michael Schramm (Musiker) (* 1953), deutscher Offizier und Militärmusiker
- Michael Schramm (Journalist) (* 1959), deutscher Fernsehjournalist
- Michael Schramm (Theologe) (* 1960), deutscher Theologe und Hochschullehrer
- Michael Schramm (Fechter), deutscher Fechter
- Michael Schramm (Philologe) (* 1972), deutscher Klassischer Philologe und Philosoph
- Michael Schramm (Politiker), deutscher Politiker (Freie Wähler)
- Michael Schramm (Leichtathlet) (* 1990), deutscher Leichtathlet

### N
- Norbert Schramm (Ornithologe) (* 1953), deutscher Ornithologe, Vogelzüchter und Autor
- Norbert Schramm (* 1960), deutscher Eiskunstläufer

### O
- Oded Schramm (1961–2008), israelischer Mathematiker
- Otto Schramm (1845–1902), deutscher Unternehmer

### P
- Patrick Schramm (* 1974), deutscher Sänger (Bass)
- Paul Schramm (Leo Paul Schramm; 1892–1953), österreichisch-australischer Pianist und Komponist
- Paula Schramm (* 1989), deutsche Schauspielerin
- Percy Ernst Schramm (1894–1970), deutscher Historiker
- Peter Schramm (Verwaltungsjurist) (1898–1991), deutscher Verwaltungsjurist und Landrat
- Peter Schramm (Architekt), deutscher Architekt
- Peter Schramm (Mediziner) (* 1973), deutscher Neuroradiologe und Hochschullehrer
- Peter Schramm (Handballspieler) (* 1990), deutscher Handballspieler
- Peter W. Schramm (1946–2015), US-amerikanischer Politikwissenschaftler

### R
- Reinhard Schramm (* 1944), deutscher Ingenieur und Hochschullehrer
- Robert Schramm (Footballspieler) (* 1979 oder 1980), deutscher American-Football-Spieler
- Robert Schramm (Volleyballspieler) (* 1989), deutscher Volleyballspieler
- Rudolf Schramm (Fußballspieler), deutscher Fußballspieler
- Rudolf Schramm (Sänger) (1899?–??), deutscher Opernsänger (Tenor)
- Rudolf Schramm (Komponist) (1902–1981), deutsch-amerikanischer Komponist und Dirigent
- Rudolf Schramm (Heimatforscher) (1902–1990), deutscher Lehrer und Sagenforscher
- Rudolf Schramm-Zittau (1874–1950), deutscher Maler
- Rudolph Schramm (1813–1882), deutscher Publizist

### S
- Satyam Antonio Schramm (* 1982), deutscher Pädagoge, Psychologe und Hochschullehrer
- Sepp Schramm (Josef Schramm; * 1938), deutscher Eishockeytorwart
- Sophie Schramm (* 1990), deutsche Hörfunkmoderatorin und Journalistin
- Stefan Schramm (* 1991), deutscher Chemiker und Hochschullehrer

### T
- Tex Schramm (1920–2003), US-amerikanischer Sportjournalist und -funktionär
- Theodor Schramm (* 1938), deutscher Jurist und Autor
- Thomas Schramm (Geomatiker) (* 1956), deutscher Geomatiker und Hochschullehrer
- Thomas Schramm (Regisseur), deutscher Theaterregisseur
- Thorsten Schramm (* 1979), deutscher Fußballspieler
- Till Schramm (* 1985), deutscher Triathlet
- Tim Schramm (* 1940), deutscher Theologe
- Tobias Schramm (1701–1771), deutscher Orgelbauer

### U
- Ulf Schramm (1933–1999), deutscher Germanist
- Ulrich Schramm (Physiker) (* 1966/1967), deutscher Physiker
- Ulrich Schramm (Journalist), deutscher Fernsehjournalist und Dokumentarfilmer
- Ulrik Schramm (1912–1995), deutscher Werbegraphiker und Illustrator
- Uwe Schramm (Diplomat) (* 1941), deutscher Diplomat
- Uwe Schramm (Finanzwissenschaftler) (* 1960), deutscher Finanzwissenschaftler und Hochschullehrer
- Uwe Schramm (Kunsthistoriker) (* 1962), deutscher Kunsthistoriker und Kurator

### W
- Walter Schramm (1895–1966), deutscher Schauspieler und Theaterregisseur
- Walter Schramm-Dunker (1890–1944), deutscher Schauspieler, Sänger und Theaterregisseur
- Werner Schramm (Künstler) (1898–1970), deutscher Maler und Bühnenbildner
- Werner Schramm (Musiker) (1903–1967), deutscher Musiker und Komponist
- Werner Schramm (Schauspieler) (1910–1983), deutscher Schauspieler
- Werner Schramm (Theologe) (1933–2004), deutscher Theologe
- Werner Schramm (Kameramann), deutscher Kameramann
- Wilbur Schramm (1907–1987), US-amerikanischer Kommunikationswissenschaftler
- Wilhelm Schramm (Entomologe) († 1945), deutscher Insektenkundler
- Wilhelm Ritter von Schramm (1898–1983), deutscher Offizier und Schriftsteller
- Wilhelm Schramm (Grafiker) (* 1952), deutscher Grafiker und Maler
- Wilhelm Heinrich Schramm (1758–1823), deutscher Drucker und Verleger
- Willi Schramm (1904–1974), deutscher Maler und Grafiker
- William Schramm (Wilhelm Walter Schramm; 1904–1979), deutscher Schauspieler
- Willy Schramm (1900–1951), deutscher Politiker (SPD), MdBB
- Willy Lehmann-Schramm (1866–nach 1907), deutscher Maler und Illustrator
- Wolfgang Schramm (Mediziner) (* 1943), deutscher Transfusionsmediziner und Hochschullehrer
- Wolfgang Schramm (Orientalist), deutscher Orientalist
- Wolfgang Schramm (Germanist) (1946–2017), deutscher Germanist